# Malbim
Pour les articles homonymes, voir Weiser.
Meïr Leibush ben Jehiel Michel Weiser (Volotchysk, Volhynie 7 mars 1809-Kiev, 18 septembre 1879), connu par son acronyme Malbim (hébreu : מלבי"ם), est un rabbin russe, et commentateur de la Torah. Le  nom "Malbim" dérive des initiales de son nom.

## Éléments  biographiques

### De Volhynie à Varsovie (1809-1838)
Le Malbim est né à Volotchysk, en Volhynie, à l'époque en Russie, aujourd'hui en Ukraine, le 7 mars 1809. Il reçoit sa premiere éducation en Hébreu et en Talmud de son père. Devenu orphelin très jeune (il a six ans), il est pris en charge par le second mari de sa mère, le rabbin Leib de Volochysk.
Il va étudier à Varsovie, Pologne à l'âge de 13 ans. Il y gagne la réputation de "génie (Iluy) de Volhynie".

### Wreschen et Kempen (1838-1859)
À l'âge de 29 ans, en 1838, il devient le rabbin de Wreschen (Kreis Wreschen (polonais : Powiat wrzesiński) , en Prusse,  dans la province de Posen, aujourd'hui dans l'ouest de la Pologne. Il y reste jusqu'en 1845. Il devient ensuite le rabbin de Kempen, une ville de Rhénanie-du-Nord-Westphalie, en 
Allemagne jusqu'en 1859. Il y gagne, comme orateur, la réputation de Maggid de Kempen.

### Grand Rabbin de Bucarest (1859)
En 1859, le Malbim devient le Grand Rabbin de Bucarest, en Roumanie.
Le Malbim qui défend le judaïsme orthodoxe mène une lutte pour préserver l'adhésion à la Halakha et aux traditions. Il s'oppose  à la construction de la grande synagogue Chorale de Bucarest,, avec chœur et orgue. Cette synagogue devient en 1864, la principale synagogue néo-orthodoxe de Roumanie.

#### Prière pour le Roi (1862)
Le Malbim compose une Ode au Prince Alexandre Jean Cuza qui unifie les principautés de Moldavie et de Valachie, en 1862, pour former les Principautés unies de Roumanie. Il compose cette Ode pour la fête nationale de Roumanie du 24 janvier 1862. Elle est lue publiquement par le Malbim et la Communauté.
Le texte de l'Ode se lit ainsi:

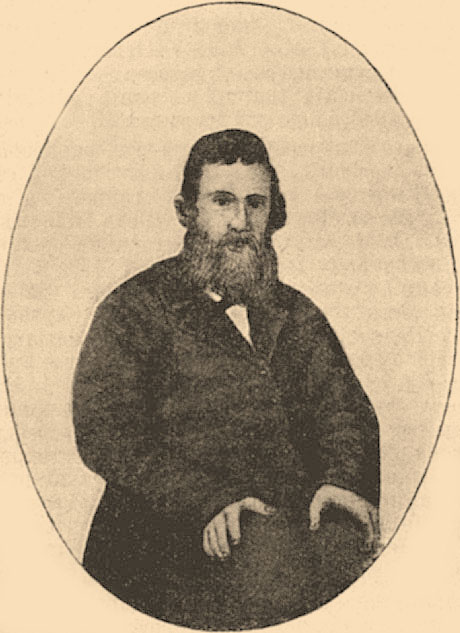
Malbim

"Une Prière pour la Vie de notre monarque
Le Roi et en faveur du Bien-Être
de son État
Au jour où notre roi Alexandre Jean Cuza vint dans notre
ville
Mettons nos mots devant Toi, O Seigneur
Ouvre les portes des Cieux, et Fait briller Ta Lumière
Donne lui longue Vie
Et avec lui vient l'état de Moldavie
Notre sœur, puisses tu recevoir les bénédictions mentionnées dans la Bible
Et sur les ailes des aigles et sur le puissant bœuf sauvage
Tu verras l'envol de la victoire comme de brillantes étoiles
Seigneur Tu as toujours accepté à Ta face de briller
Pour établir fermement le trône royal pour lui qui T'a été fidèle
Tu lui as proclamé: j'établirai ton trône de génération en génération
Depuis le temps que Tu l'as établi dans la communauté des nations
Tu l'as vu les conduire comme un berger son troupeau, pour élever un peuple démuni
Pour casser leurs chaines et proclamer la liberté aux captifs
Et quand la joie éclate au milieu de la musique de la harpe et de la trompette  
Sur chaque route et chaque montagne raide
Et chaque cœur se remplit de joie et chaque bouche avec louange
Moi, le fils d'Israël, mon cœur se remplit d'espoir
Et mes yeux se tournent vers les cieux et mon âme demande grâce
Le cœur du roi est dans tes mains et je prie
Seigneur, protège, comme tu protèges ce qui T'est le plus cher
Alexandre Jean Cuza, notre Seigneur le Roi
Protège le, notre Seigneur, et son épouse la Reine et tous les ministres de son royaume
Et établis à jamais les héritiers et leurs trônes
Et puisse leur bien-être couler comme un fleuve puissant
Écrase tous leurs ennemis devant eux et que leurs adversaires s'éloignent
Comble le avec majesté et gloire
Puisse la bonté du Seigneur se répandre sur ses villes comme l'aurore
Et envelopper les plus hautes cimes du pays
Et puisse ces vallees pleines de fruits résonner de musique".

### Les dernières années du Malbim
Le Malbim  accepte le poste de rabbin de la communauté de Krementchouk, en Russie. En route vers cette communauté, il tombe malade à Kiev et y décède, le 18 septembre 1879, le premier jour de Roch Hachana. Il a 69 ans. Sa tombe à Kiev n'a pas été retrouvée, d'après des recherches récentes.

### Le nom du Malbim est suggéré pour le Grand Rabbinat de New York (1879)
Durant l'année 1879 où il décède, il est question de nommer un Grand Rabbin de New York. L'idée circule de choisir le Malbim pour ce poste.

## L'approche du Malbim
Le rabbin conservateur anglais Louis Jacobs (1920-2006), écrit
"Les commentaires du Malbim sur l'ensemble de la Bible sont devenus un des commentaires les plus populaires chez les juifs orthodoxes car leur but est de montrer, principalement par une recherche philologique, que les enseignements de la Torah Orale, tels que trouvés dans le Talmud, sont contenus dans la Torah Écrite, le Pentateuque."
"Très peu de savants biblistes modernes sont enthousiastes de la methodologie du Malbim mais ils reconnaissent les nombreuses interprétations du sens des textes bibliques trouvés dans son commentaire."
"Le Malbim était au courant des théories scientifiques et philosophiques de son temps, qui selon lui, ne sont pas en opposition avec la Bible si cette dernière est correctement comprise et interprétée."
Le mouvement Massorti (conservateur) présente ainsi le Malbim:
"Personnage au caractère difficile, il n'en demeure pas moins un très grand commentateur et l'incarnation d'une forte exigence pour son peuple."
Pour le rabbin Charles Touati (1986):
"Il [le Malbim] fut persécuté par les Réformistes, les Maskilim et les Hassidim...L'étude de son exégèse est tres subtile mais il reste indifférent à la nouvelle science biblique et ignorant des découvertes concernant la Bible".

## Points de vue du Malbim
- L'obligation d'aimer son prochain comme soi-même s'applique, selon le Malbim, à tous les êtres humains, Juifs et non-Juifs[8].
- La structure du Mikdash est parallèle à  celle du corps humain[12].

## œuvres
- Artzoth haChayim (sur le Choulhan Aroukh, Breslau, 1837)
- Artzoth haShalom (sermons, Krotoschin, 1839)
- HaTorah vehaMitzva
- Mikra'ei Kodesh
- Mashal uMelitza

## Pensées
- "Un cœur joyeux donne un visage réjoui. Un cœur triste montre le découragement. Chaque jour, la vie du pauvre est misérable, mais le contentement est un festin sans fin"[13].